# Indigo (moteur de rendu)
Pour les articles homonymes, voir Indigo (homonymie).
Indigo est un moteur de rendu 3D photoréaliste. Il utilise particulièrement une méthode de calcul basé sur la méthode de Monte-Carlo. Lors du rendu, l'image devient de moins en moins bruitée, l'arrêt du calcul étant laissé à la volonté de l'utilisateur. Cette technique présente de bons résultats (méthode non biaisée) mais nécessite beaucoup de temps. Ainsi un rendu qui pouvait prendre des dizaines de minutes (avec un raytracer) peut prendre des dizaines d'heures avec Indigo.
Indigo peut effectuer un rendu à partir d'un fichier xml de scènes créées avec Blender, Maya, Cinema 4D, Rhino 3D, 3D Studio Max, Softimage, etc.
Une version en développement pour Linux est apparue.